# الهولوكوست في بولندا
المحرقة في بولندا جزءًا من الهولوكوست في نطاق أوروبا، وحدثت داخل حدود بولندا في 1 سبتمبر 1939، والتي لم تعد موجودة ككيان إقليمي بعد الغزو الألماني والسوفييتي لبولندا. تميز الهولوكوست في بولندا ببناء معسكرات الموت من قبل ألمانيا النازية، والاستخدام الألماني لشاحنات الغاز، وإطلاق النار الجماعي من قبل القوات الألمانية ومساعديها الأوكرانيين والليتوانيين.
أودت الإبادة الجماعية بحياة ثلاثة ملايين يهودي بولندي،  نصف جميع اليهود الذين قتلوا خلال الهولوكوست. لعبت معسكرات الإبادة دورًا رئيسيًا في القتل المنهجي لألمانيا لأكثر من 90٪ من السكان اليهود في بولندا، واليهود الذين نقلتهم ألمانيا إلى أماكن تصفيتهم من غرب وجنوب أوروبا. أثناء الحرب، قتل الألمان أيضًا ما بين 1.8 إلى 1.9 مليون بولندي غير يهودي،  بالإضافة إلى 870,000 إلى 970,000 مدني بولندي آخر، ليصبح المجموع حوالي 2.77 مليون مدني بولندي غير يهودي و5،770,000 بولنديًا في المجموع.  
كان كل فرع من فروع البيروقراطية الألمانية المتطورة يشارك في عملية القتل، من وزارتي الداخلية والمالية إلى الشركات الألمانية والسكك الحديدية الحكومية. سعت الشركات الألمانية للحصول على عقود لبناء محارق الجثث في معسكرات الاعتقال التي تديرها ألمانيا في الحكومة العامة وفي مناطق أخرى من بولندا المحتلة وخارجها. نجت نسبة صغيرة من اليهود البولنديين من الحرب العالمية الثانية داخل بولندا التي تحتلها ألمانيا أو في الاتحاد السوفيتي.

## خلفية
بعد غزو بولندا عام 1939، وفقًا للبروتوكول السري لميثاق مولوتوف-ريبنتروب، قسمت ألمانيا النازية والاتحاد السوفيتي بولندا إلى مناطق احتلال. تم ضم مناطق كبيرة من غرب بولندا من قبل ألمانيا.  حاول السوفييت خداع البولنديين للاعتقاد أنهم قاموا بغزو شرق بولندا لمساعدة بولندا في قتال ألمانيا واستولوا على حوالي 52٪ من أراضي بولندا. كامل كريسي (شرق الحدود البولندية) منطقة كبرى - التي يقطنها ما بين 13.2 و13.7 مليون شخص، بما في ذلك غالبية الأوكرانيين والسكان -البيلاروس و1،300,000 اليهود - تم ضمها من قبل الاتحاد السوفياتي في جو من الرعب نظمتها المفوضية الشعبية للشؤون الداخلية والجيش الأحمر. في غضون أشهر، تم ترحيل اليهود البولنديين في المنطقة السوفيتية الذين رفضوا قسم الولاء إلى عمق الأراضي السوفيتية مع البولنديين العرقيين. يقدر عدد اليهود البولنديين الذين تم ترحيلهم بـ 200,000 - 230,000 من الرجال والنساء والأطفال.
كانت كلتا القوتين المحتلتين معاديتين لوجود دولة بولندية ذات سيادة وأقرتا سياسات الإبادة الجماعية.  ومع ذلك، لم تكن الحيازة السوفيتية قصيرة الأجل لأن بنود الميثاق النازي السوفيتي، الموقعة في وقت سابق في موسكو، قد تم كسرها عندما قام الجيش الألماني بغزو منطقة الاحتلال السوفيتي في 22 يونيو 1941 (انظر الخريطة). من 1941 إلى 1943، كانت كل بولندا تحت سيطرة ألمانيا.  شكلت الحكومة العامة شبه الاستعمارية، التي أنشئت في وسط وجنوب شرق بولندا، 39 في المائة من الأراضي البولندية المحتلة. 

## سياسة الغيتو النازية
قبل الحرب العالمية الثانية، كان هناك 3,500,000 يهودي في بولندا،  يعيشون في الغالب في المدن: حوالي 10٪ من عامة السكان. توفر قاعدة بيانات متحف بولين لتاريخ اليهود البولنديين معلومات عن 1926 مجتمع يهودي في جميع أنحاء البلاد. بعد فتح بولندا ومقتل المثقفين عام 1939،  تضمنت أول التدابير المعادية لليهود الألمانية سياسة طرد اليهود من الأراضي البولندية التي ضمها الرايخ الثالث. تم تحويل المقاطعات الواقعة في أقصى غرب بولندا الكبرى وبومريليا إلى رايخسجاو الألماني الجديد يدعى Danzig-West Prussia ورايخسجاو فارتيلاند ،  بقصد توطينهم بالكامل من خلال استعمار المستوطنين ( ليبنسراوم ).  ضمت مباشرة إلى منطقة Warthegau الجديدة، مدينة لودز استيعاب تدفق الأولي من بعض 40,000 اليهود البولنديين اضطر للخروج من المناطق المحيطة بها. مر ما مجموعه 204,000 يهودي عبر الحي اليهودي في لودز . في البداية، تم طردهم إلى الحكومة العامة.   ومع ذلك، تركت الوجهة النهائية للإبادة الجماعية لليهود مفتوحة حتى تم إطلاق الحل النهائي بعد عامين. 

بدأ اضطهاد سلطات الاحتلال الألماني لليهود البولنديين مباشرةً بعد الغزو، خاصةً في المناطق الحضرية الكبرى. في السنة والنصف الأولى، اقتصرت إجراءات النازيين على تجريد اليهود من أغراضهم الثمينة ومن ممتلكاتهم من أجل الربح، وعلى جمعهم في أحياء عشوائية معزولة (غيتوات) مؤقتة، وإرغامهم على العمل بالسخرة. خلال هذه الفترة، أمر الألمان المجتمعات اليهودية بتعيين مجالس يهودية (بالألمانية: Judenräte) لإدارة الأحياء اليهودية المعزولة ولتكون «مسؤولة بالمعنى الحرفي» عن تنفيذ الأوامر. أُنشئت معظم الأحياء اليهودية المعزولة في المدن والبلدات حيث كانت حياة اليهود منظمة بالفعل بصورة جيدة. لأسباب لوجستية، حُلت المجتمعات اليهودية في المستوطنات التي ليس لها خطوط سكك حديدية في بولندا المحتلة. في عملية ترحيل ضخمة شملت استخدام قطارات الشحن، عُزل جميع اليهود البولنديين عن بقية المجتمع في أحياء متهدمة (بالألمانية: Jüdischer Wohnbezirk) متاخمة لممرات السكك الحديدية الموجودة. كانت المساعدات الغذائية تعتمد بصورة كاملة على قوات الشوتزشتافل. في البداية، مُنع اليهود قانونيًا من خبز الخبز، وعُزلوا عن عامة الناس بطريقة لا يمكن تحملها.
احتوى الحي اليهودي المعزول في وارسو على عدد يهود أكثر من كل فرنسا، وحي لودو اليهودي أكثر من كل هولندا. عاش عدد أكبر من اليهود في مدينة كراكوف أكثر من جميع أنحاء إيطاليا، وكان عدد السكان من اليهود لأي مدينة متوسطة الحجم في بولندا أكبر من عدد السكان اليهود لكل الدول الاسكندنافية. كل دول جنوب شرق أوروبا، المجر ورومانيا وبلغاريا ويوغوسلافيا واليونان، كان عدد اليهود فيها أقل من المقاطعات الأربع المستحدثة للحكومة العامة.
يمكن تقسيم محنة اليهود في بولندا التي مزقتها الحرب إلى مراحل يحددها وجود الأحياء اليهودية المعزولة. قبل تشكيل الأحياء اليهودية المعزولة، لم تكن تتضمن عقوبة الهروب من الاضطهاد الإعدام خارج نطاق القضاء. بمجرد عزل الأحياء اليهودية عن الخارج، أصبح الموت بسبب الجوع والمرض متفشيًا، خُففت آثارهما فقط عن طريق تهريب المواد الغذائية والأدوية من قبل المتطوعين البولنديين غير اليهوديين، في ما وصفها رينغلبلوم بأنها «صفحة من أفضل صفحات التاريخ بين شعبين». في وارسو، أُحضر ما يصل إلى 80% من الطعام المستهلك في الحي اليهودي المعزول بطريقة غير مشروعة. قدمت طوابع الطعام التي قدمها الألمان 9% فقط من السعرات الحرارية اللازمة للبقاء. في السنتين والنصف بين نوفمبر 1940 ومايو 1943، مات نحو 100,000 يهودي في حي وارسو اليهودي بسبب الجوع والمرض، ونحو 40,000 في حي لودو اليهودي في الأربع سنوات وربع بين مايو 1940 وأغسطس 1944. وبحلول نهاية عام 1941، لم يكن لدى معظم اليهود المعزولين أي مدخرات للدفع لقوات الإس إس للحصول على المزيد من شحنات الطعام بالجملة. انتصر «المنتجون» من بين السلطات الألمانية، الذين حاولوا جعل الأحياء اليهودية المعزولة مكتفية ذاتيًا من خلال تحويلها إلى مؤسسات، على «الاستنزافين» فقط بعد الهجوم الألماني على المواقع السوفيتية في بولندا الشرقية، والذي أطلق عليه اسم عملية بارباروسا. وهكذا استقرت أكثر الأحياء اليهودية أهميةً مؤقتًا من خلال إنتاج السلع اللازمة للجبهة، وبدأت معدلات الوفيات بين السكان اليهود هناك في الانخفاض.

## الهولوكوست بالطلقات
منذ الأيام الأولى للحرب، رافق العنف ضد المدنيين وصول القوات الألمانية. في مذبحة تشيستوخوفا في سبتمبر 1939، كان 150 بولنديًا من بين نحو 1140 مدني بولندي أُطلق النار عليهم من قبل قوات الفيرماخت الألمانية. في نوفمبر 1939، خارج أوستروف مازوفيتسكا، أُطلق النار على نحو 500 من الرجال والنساء والأطفال اليهود ودفنوا في مقابر جماعية. في ديسمبر 1939، أطلق جنود ودرك الفيرماخت النار على 100 يهودي في كولو.

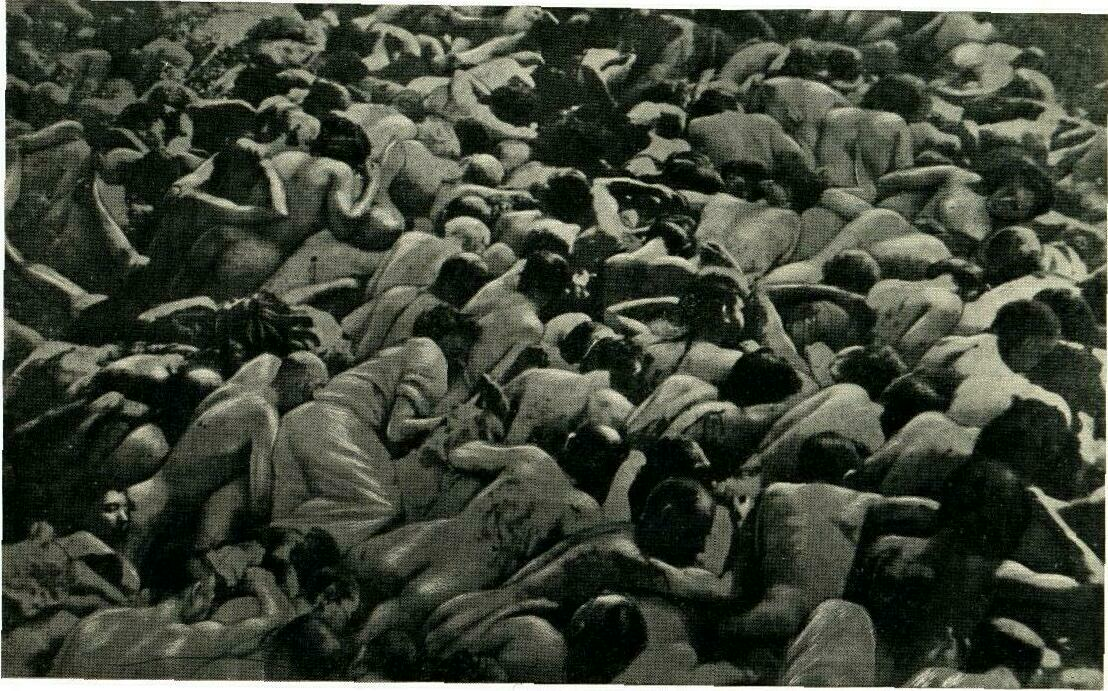
إعدام جماعي بالرصاص لعشرات اليهود من تارنوبول الذي أجبروا على الاستقلاء منبطحين ورؤوسهم على الأرض قبل رشهم على أيدي سلطات الاحتلال النازي في زولوتشيف

بعد الهجوم الألماني على اتحاد الجمهوريات السوفيتية الاشتراكية في يونيو 1941، جمع هيملر قوة من نحو 11,000 رجل لمتابعة برنامج الإبادة الجسدية لليهود. أيضًا خلال عملية بارباروسا، جندت قوات الإس إس الشرطة المساعدة العميلة من بين المواطنين السوفييت. زودت فرق الحراسة (بالألمانية: Schutzmannschaft) المحلية ألمانيا بالقوى البشرية والمعرفة الحيوية بالمناطق واللغات المحلية. عملت كتائب شرطة النظام الألمانية (أوربو)، وشرطة الأمن (سيبو) وقوات الفافن إس إس ووحدات المهام الخاصة الأينزاتسغروبن، إلى جانب الشرطة المساعدة الأوكرانية والليتوانية، خلف الخطوط الأمامية، وأطلقت النار بصورة منهجية على عشرات الآلاف من الرجال والنساء والأطفال، في ما أصبح يعرف باسم «الهولوكوست بالطلقات»، وشاركت قوات الفيرماخت أيضًا بالعديد من جوانب الهولوكوست بالطلقات.
ارتُكبت المذابح في أكثر من 30 موقعًا عبر الأجزاء التي كانت محتلة من الاتحاد السوفيتي سابقًا في بولندا، بما في ذلك في بجيشت وترنوبل وبياويستوك، وكذلك في عواصم المقاطعات قبل الحرب لوتسك ولفيف وستانيسفافويي وفيلنو. اعتُقل الناجون من عمليات القتل الجماعي ووضعوا في الأحياء اليهودية المعزولة الجديدة للاستغلال الاقتصادي، وجوعوا ببطء حتى الموت جراء المجاعة المفتعلة تحت رحمة السلطات الألمانية. بسبب مخاوف تتعلق بالصرف الصحي، دفنت جثث الأشخاص الذين لقوا حتفهم نتيجة المجاعة وسوء المعاملة في مقابر جماعية بعشرات الآلاف. أصبحت شاحنات الغاز متاحة في نوفمبر 1941، في يونيو 1942، أعلن شمول زيغيلبويم من المجلس الوطني البولندي أن تلك الشاحنات قتلت 35 ألف يهودي في وودج وحدها. وذكر أيضًا أن عملاء الغيستابو كانوا يسحبون اليهود بصورة روتينية من منازلهم ويطلقون النار عليهم في الشارع في وضح النهار. بحلول ديسمبر 1941، كان قد قُتل نحو مليون يهودي من خلال عمليات إطلاق النار النازية في الاتحاد السوفيتي. أصبحت سياسة «حرب الدمار» في الشرق ضد «العرق اليهودي» معرفة عامة بين الألمان على جميع المستويات. يبلغ إجمالي عدد ضحايا إطلاق النار في الشرق من اليهود بين نحو 1.3 إلى 1.5 مليون شخص. أُبلغ عن مناطق كاملة وراء الحدود الألمانية السوفيتية من قبل فرق الموت النازية إلى برلين بأنها «خالية من اليهود (بالألمانية: Judenfrei)».
ذُكر في دراسة حديثة قدمها تيموثي سنايدر من لجنة الضمير في متحف ذكرى الهولوكوست بالولايات المتحدة: «بصورة عامة، قُتل نفس العدد من اليهود إن لم يكن أكثر بالطلقات من بالغاز».

## الحل النهائي والتخلص من الأحياء المعزولة
في 20 يناير 1942، أثناء مؤتمر وانسيي بالقرب من برلين، حث يوزف بوهلر وزير الدولة لشؤون الحكومة العامة، راينهارد هايدريش على بدء «الحل الأخير للمسألة اليهودية» في أقرب وقت ممكن. كان قد جُرب القتل الصناعي بواسطة أدخنة العادم واختبر بالفعل على مدى عدة أسابيع في معسكر الإبادة خيلمنو فيما يُعرف برايخسجاو فارتيلاند آنذاك، تحت ستار إعادة التوطين. قيل لجميع سجناء الغيتو المُدانين، دون استثناء، إنهم ذاهبون إلى معسكرات العمل، وطُلب منهم حمل حقيبة يد. صدق العديد من اليهود خدعة النقل، لأن عمليات الترحيل كانت أيضًا جزءًا من عملية العزل في أحياء. وفي الوقت نفسه، نُوقشت فكرة القتل الجماعي عن طريق غرف الغاز الثابتة في لوبلين بالفعل منذ سبتمبر 1941. وكانت شرطًا مسبقًا لعملية راينهارد التي صُيغت حديثًا بقيادة أوديلو جلوبوسنيك الذي أمر ببناء معسكرات الإبادة في بيلزك وسوبيبور وتريبلينكا. في مايدانيك وأوشفيتز، بدأ العمل على غرف الغاز الثابتة في مارس ومايو على التوالي، سبقته تجارب على زيكلون ب. بين عامي 1942 و1944، نُفذت الهولوكوست على أقصى مقياس، وأُبيد الملايين من اليهود من بولندا ومن جميع أنحاء أوروبا في ست معسكرات إبادة. لم يكن هناك حراس بولنديون في أي من معسكرات راينهارد، على الرغم من استخدام معسكرات الموت البولندية في بعض الأحيان. صُممت جميع مراكز القتل وشُغلت من قبل النازيين بسرية تامة، بمساعدة رجال ترونيكي الأوكرانيين. مُنع المدنيين من الاقتراب منهم وكثيرًا ما كان يطلق النار عليهم إذا قبُض عليهم بالقرب من خطوط القطار.